# الملفات الغامضة (فلم)
الملفات الغامضة (بالإنجليزية: The X-Files) هو فيلم إثارة خيال علمي أمريكي مبني على مسلسل يحمل نفس الاسم.الفيلم من إخراج روب بومان وبطولة ديفيد دشوفني، جيليان أندرسون، مارتن لانداو، بليث دانر وآرمن مولر-شتال. صدر الفيلم في 19 يونيو 1998.

## وصلات خارجية
- الملفات الغامضة على موقع IMDb (الإنجليزية)
- الملفات الغامضة على موقع ميتاكريتيك (الإنجليزية)
- الملفات الغامضة على موقع الموسوعة البريطانية (الإنجليزية)
- الملفات الغامضة على موقع روتن توميتوز (الإنجليزية)
- الملفات الغامضة على موقع نتفليكس (الإنجليزية)
- الملفات الغامضة على موقع قاعدة بيانات الأفلام العربية
- الملفات الغامضة على موقع ألو سيني (الفرنسية)
- الملفات الغامضة على موقع Turner Classic Movies (الإنجليزية)
- الملفات الغامضة على موقع أول موفي (الإنجليزية)
- الملفات الغامضة على موقع بوكس أوفيس موجو (الإنجليزية)